# Timotheos III. Salophakiolos
Timotheos III. Salophakiolos († 482) war Patriarch von Alexandria von 460 bis 475 und von 477 bis 482.
Timotheos war zunächst Mönch im Kloster der Tabennesiosten im ägyptischen Kanopos. Er war ein moderater Anhänger des Konzils von Chalcedon und wurde deshalb nach der Verbannung des Timotheos II. Ailouros vom Kaiser als Patriarch eingesetzt, genoss jedoch keinen Rückhalt in der Bevölkerung. Nach der Rückkehr des Timotheos Ailouros 475 musste er fliehen und hatte nach dessen Tod 477 Schwierigkeiten, sich gegen dessen Nachfolger, Petros III. Mongos, durchzusetzen.